# Astrid (stație de premetrou din Antwerpen)
Astrid este o stație a premetroului din Antwerpen, care face parte din rețeaua de tramvai din Antwerpen. Stația este situată sub Piața Regina Astrid (Koningin Astridplein), la intersecția cu strada Gemeentestraat. Stația Astrid este conectată cu Gara Antwerpen-Centraal.

## Caracteristici
Stația Astrid a fost deschisă pe 1 aprilie 1996, odată cu tunelul de 3,2 km între Opera și Sport.
Stația este deservită de liniile de tramvai 2, 3, 5, 6, care utilizează axa de premetrou nord-sud, și de linia 8, care utilizează axa de premetrou spre vestul orașului. Ea este concepută ca o stație de corespondență: liniile 10, 12 și 24 circulă la suprafață, la nivelul Gării Antwerpen-Centraal, iar stația Astrid este și ea legată direct prin pasaje subterane cu gara, cu stația de premetrou Diamant și cu o parcare subterană.
La nivelul -1 se află holul caselor de bilete și două peroane utilizate de linia 8, care folosește stația drept punct terminus grație unei bucle de întoarcere situată sub Franklin Rooseveltplaats. La nivelul -2 se află peronul și linia către stația Elisabeth, în timp ce la nivelul -3 se află linia către stația Diamant și zona de vest a rețelei de premetrou.

## Renovare
Începând din 2013, stația a fost subiectul unui proces de renovare și modernizare, ca parte a proiectului LIVAN 1, care prevede construcția unei noi linii de tramvai între centrul orașului Antwerpen și Wommelgem. Stația a fost parțial redeschisă călătorilor pe 4 februarie 2014, în timp ce lucrările de modernizare au continuat și în 2015.
Pe 4 aprilie 2015 a fost inaugurat noul traseu al liniei 8, care pornește de la Astrid și ajunge pe strada Muggenberglei trecând prin stația de premetrou Zegel, anterior închisă.

## Casele de bilete
Casele de bilete sunt situate în Gara Antwerpen Centraal, în apropierea stației Astrid, și sunt deschise în toate zilele lucrătoare, între orele 07:00 și 19:00, precum și sâmbăta, între orele 08:00 și 16:00, dar sunt închise duminica și în zilele de sărbătoare. În holul de la nivelul -1 există însă și automate de bilete care pot fi folosite de călători în orice zi a săptămânii, la orice oră.
Abonamentele pe mijloacele de transport în comun emise de De Lijn pentru tot teritoriul Flandrei sunt valabile și în premetroul din Antwerpen.

## Galerie de imagini

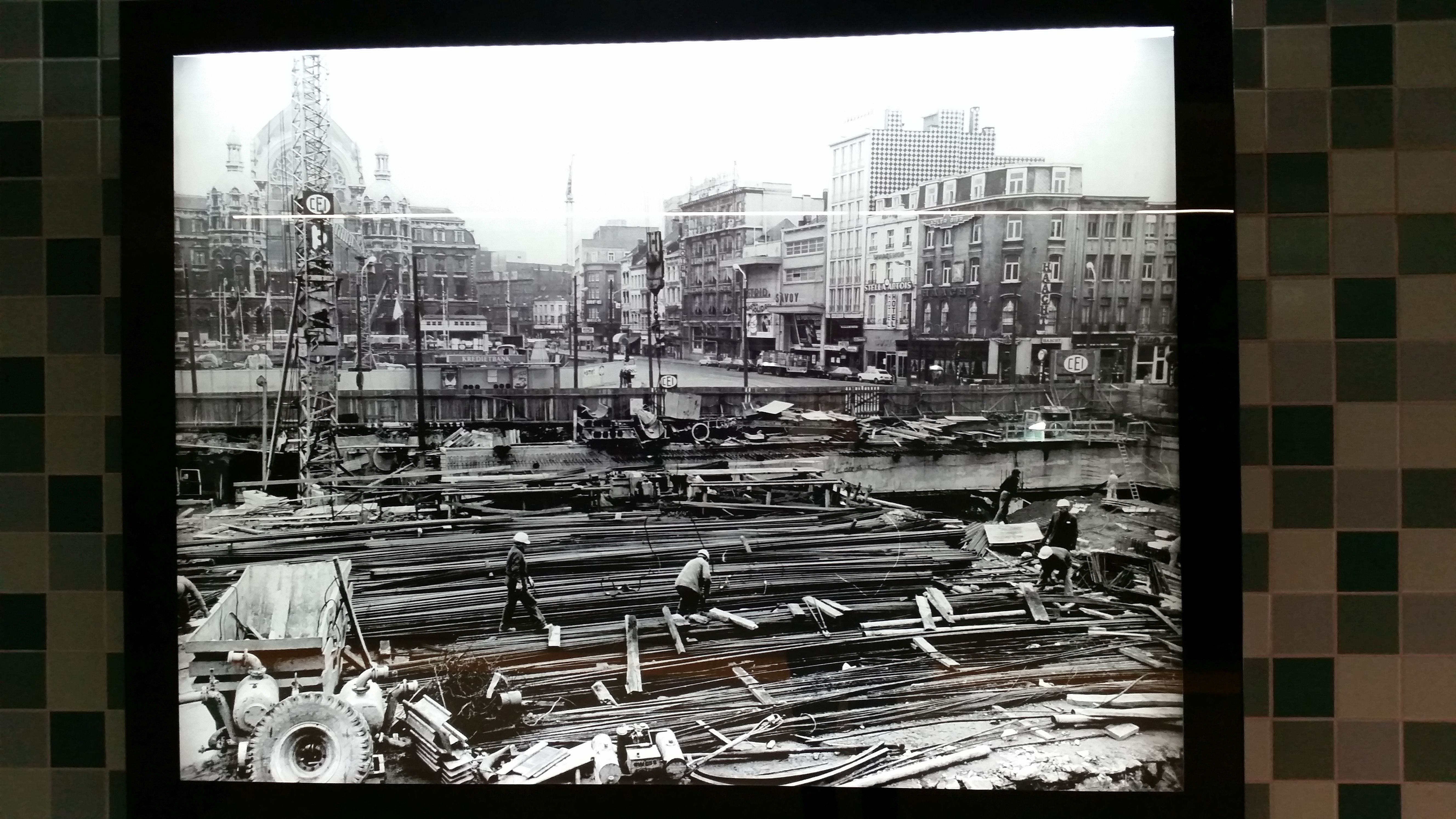
Fotografia expusă în stația Zegel cu lucrările de construcție a stației Astrid.
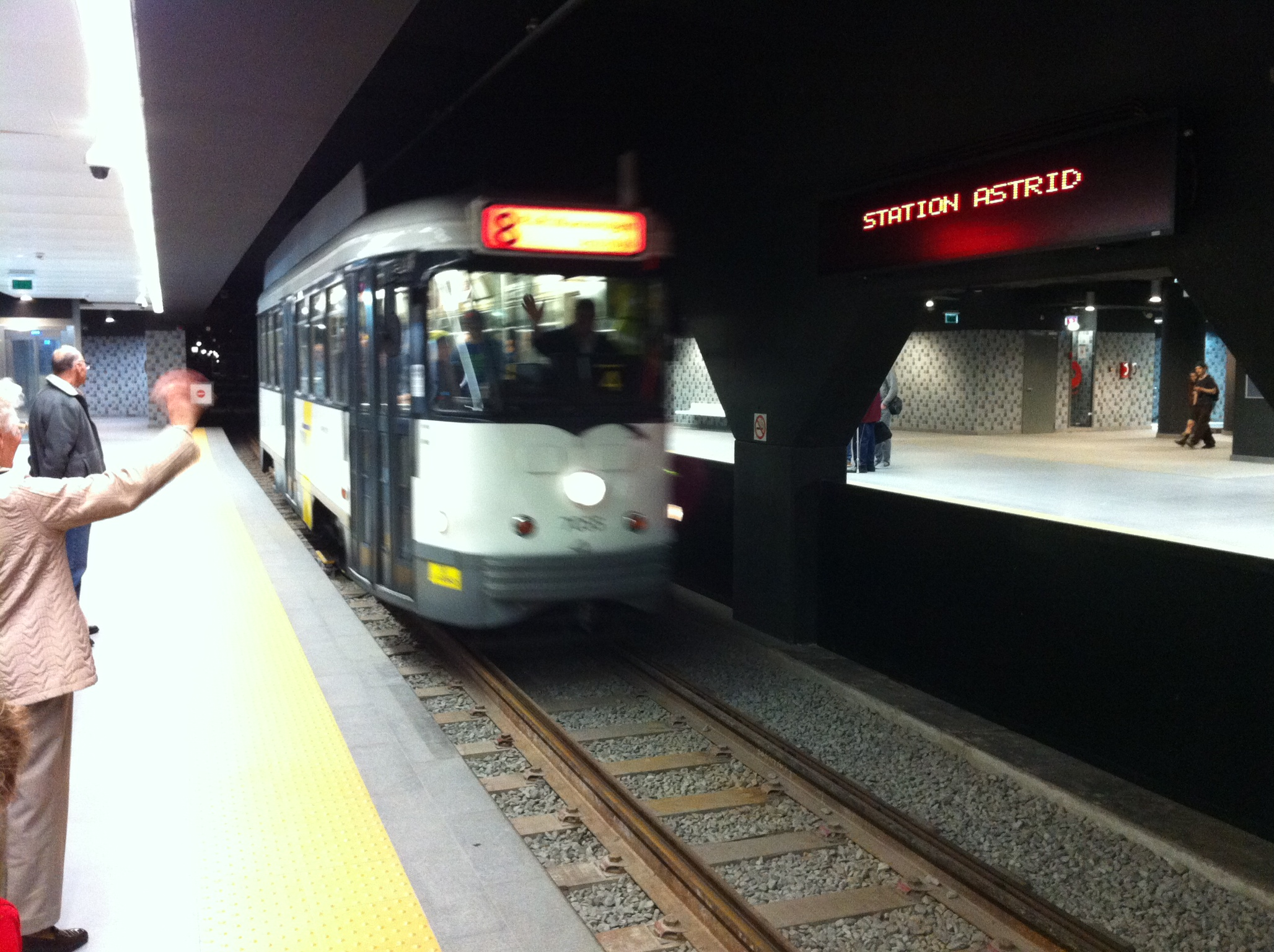
Tramvai al Liniei 8 în stația Astrid.